# Bezetenheid
Bezetenheid is een religieuze term waarmee wordt bedoeld dat iemand door de duivel of een boze geest (een demon) in bezit zou zijn genomen.

## Omschrijving
In verschillende religies worden verschillende vormen van bezetenheid onderscheiden. Soms spreekt men van een demon of een duivel, maar ook andere paranormale entiteiten worden genoemd.
Wanneer een persoon bezeten is door een entiteit/demon kan deze de controle over zichzelf verliezen en gedragstoornissen vertonen. Een minder vergaande vorm is gebondenheid, waarbij de betreffende persoon weliswaar niet is bezeten maar wel in bepaalde mate door een entiteit/demon wordt beheerst.
Pogingen van geestelijken om de geest of entiteit uit het lichaam van een bezetene te drijven wordt exorcisme of duivelsuitbanning genoemd. Een priester probeert door het uitspreken van bezweringen en handoplegging de bezetene uit de macht van de entiteit te bevrijden.
In het christendom is er een speciale vorm van pastoraat dat zich bezighoudt met het bevrijden van demonische gebonden- en bezetenheid, het zogenoemde bevrijdingspastoraat, vergelijkbaar met het exorcisme van de Rooms-Katholieke Kerk.
Vroeger werden geestesziektes zoals schizofrenie, psychopathie en het syndroom van Down  als bezetenheid beschouwd.

## In het Nieuwe Testament

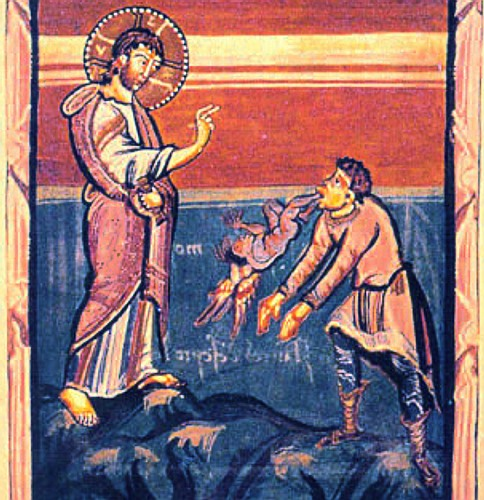
Jezus (links) bevrijdt een man van boze geesten

In het Nieuwe Testament van de Bijbel wordt herhaaldelijk melding gemaakt van mensen die door boze geesten waren bezeten en die vervolgens door Jezus of zijn volgelingen daarvan zijn bevrijd. Een bekend Bijbels voorbeeld is dat van een man aan de oostzijde van het Meer van Gennesaret, die door een legioen van geesten in bezit was genomen en zich daardoor als een woesteling in de wildernis had opgehouden. Toen Jezus de onreine geesten begon uit te drijven, smeekten deze Hem om in de streek te mogen blijven. Jezus stond toe dat ze in een kudde varkens hun intrek namen, waarna deze dieren dol werden en zich in het meer stortten.
Maria Magdalena (ook wel aangeduid als Maria van Magdala), een bekende Nieuwtestamentische volgelinge van Jezus, was door Hem van zeven boze geesten bevrijd.